# Tentativliste
Die Tentativliste (englisch tentative list) ist eine Liste, die Kulturdenkmäler und Schutzgebiete einzelner Staaten enthält, für die diese Staaten eine Nominierung als UNESCO-Welterbe anstreben. Die nationalen Tentativlisten werden von den einzelnen Vertragsstaaten des „Übereinkommens zum Schutz des Kultur- und Naturerbes der Welt“ (Welterbekonvention) erstellt.

## Bezeichnung
Der Begriff Tentativliste ist ein fachsprachlicher Anglizismus. Wörtlich übersetzt würde das englische tentative list  etwa „vorläufige Liste“ bedeuten. Der französische und spanische Terminus lautet liste indicative bzw. lista indicativa (‚unverbindliche Liste‘), während im Italienischen der englische Begriff als Fremdwort übernommen wird. Die Übersetzung des Sprachendienstes des Auswärtigen Amtes lautet Vorschlagsliste: „Die Vorschlagsliste ist ein Verzeichnis der Güter, die sich im Hoheitsgebiet eines Vertragsstaates befinden und die er für die Eintragung in die Liste des Erbes der Welt für geeignet hält.“ Die Deutsche UNESCO-Kommission verwendet den Begriff Tentativliste und erläutert ihn als eine Vorschlagsliste.

## Stellung im Verfahren
Mitgliedsstaaten können bei der UNESCO Vorschlagslisten mit den innerhalb der nächsten fünf bis zehn Jahre vorgesehenen Vorschlägen zur Aufnahme in die Welterbeliste einreichen. Maximal eine der Stätten, die bereits ein Jahr auf einer solchen Liste eingetragen ist, kann ein Staat pro Jahr beim Welterbekomitee für die Aufnahme in die Welterbeliste nominieren. Von 2006 bis 2018 war es möglich, zwei Vorschläge pro Jahr und Land einzureichen. Zuvor gab es keine Obergrenze. Die Anträge können nur von dem jeweiligen Staat bis zum 1. Februar eines Jahres gestellt werden. Der Staat verpflichtet sich gleichzeitig zum Unterhalt der Denkmäler. Die Anträge werden im Anschluss überprüft, Kulturdenkmäler durch ICOMOS und Schutzgebiete durch IUCN. Diese legen dem Welterbekomitee einen Bericht mit den Ergebnissen der Prüfung und Empfehlungen vor. Im Folgejahr der Nominierung entscheidet das Welterbekomitee, ob die Stätte in die Welterbeliste aufgenommen wird.

## Nationale Listen
Mit Stand 2020 liegen dem Welterbekomitee Vorschlagslisten von 185 der 194 Vertragsstaaten der Welterbekonvention vor. Die verbleibenden neun Vertragsstaaten haben keine Vorschlagsliste, entweder weil sie noch keine solche Liste eingereicht haben, oder weil die auf einer früher eingereichten Liste enthaltenen Stätten zu Welterbestätten ernannt, von der UNESCO abgelehnt oder von dem jeweiligen Staat zurückgezogen wurden. 
In Deutschland erstellt die Kultusministerkonferenz (KMK) eine einheitliche deutsche Vorschlagsliste. Die Beiträge dazu kommen aufgrund der Kulturhoheit der Länder aus den einzelnen Bundesländern, wo entsprechende Vorschläge von dem für Denkmalschutz zuständigen Ministerium zuvor geprüft werden.